# 托马斯·埃斯纳
托马斯·埃斯纳（德語：Thomas Eisner，1929年6月25日—2011年3月25日）是一位德裔美國昆蟲學家和生態學家，被稱為「化學生態學之父」。他是康奈爾大學雅各布·古爾德·舒爾曼化學生態學教授，也是康奈爾化學生態學研究所（CIRCE）的主任。他是動物行為學、生態學和演化方面的世界權威，並與他在康奈爾大學的同事傑羅爾德·梅瓦爾德一起，是化學生態學的先驅者之一，該學科涉及生物體的化學相互作用。他是約400篇科學文章和7本書的作者或共同作者。

## 個人生活
埃斯納於1929年6月25日出生於德國柏林。他的父親漢斯·埃斯納（Hans Eisner）是一位猶太裔化學家，是弗里茨·哈伯在柏林凱撒·威廉電化學研究所的同事；他後來在康奈爾大學擔任化學系主任。他的母親瑪格麗特·海爾-埃斯納（Margarete Heil-Eisner）是一位藝術家。為了逃避納粹政權，他們全家搬到了巴塞隆納，並在西班牙內戰後搬到烏拉圭。艾斯納夫婦於1947年來到美國。
埃斯納入籍美國國籍，本科時申請進入康奈爾大學，但被拒絕。他在哈佛大學獲得學士和博士學位，並於1957年進入康奈爾大學的昆蟲學系。他與瑪麗亞·埃斯納（Maria Eisner）結婚，後者是他實驗室的成員。1964年，他幫助建立神經生物學和行為學系，並在那裡工作直到離世。
除了學術工作外，他還是一位熱情的自然攝影師和攝像師。他的電影《秘密武器》贏得了紐約影展的大獎，並被不列顛科學協會評為最佳科學電影。他也是一位狂熱的鋼琴家，偶爾也是一位指揮家。埃斯納於2011年3月25日因帕金森氏症逝世。
他是一名無神論者。

## 研究工作

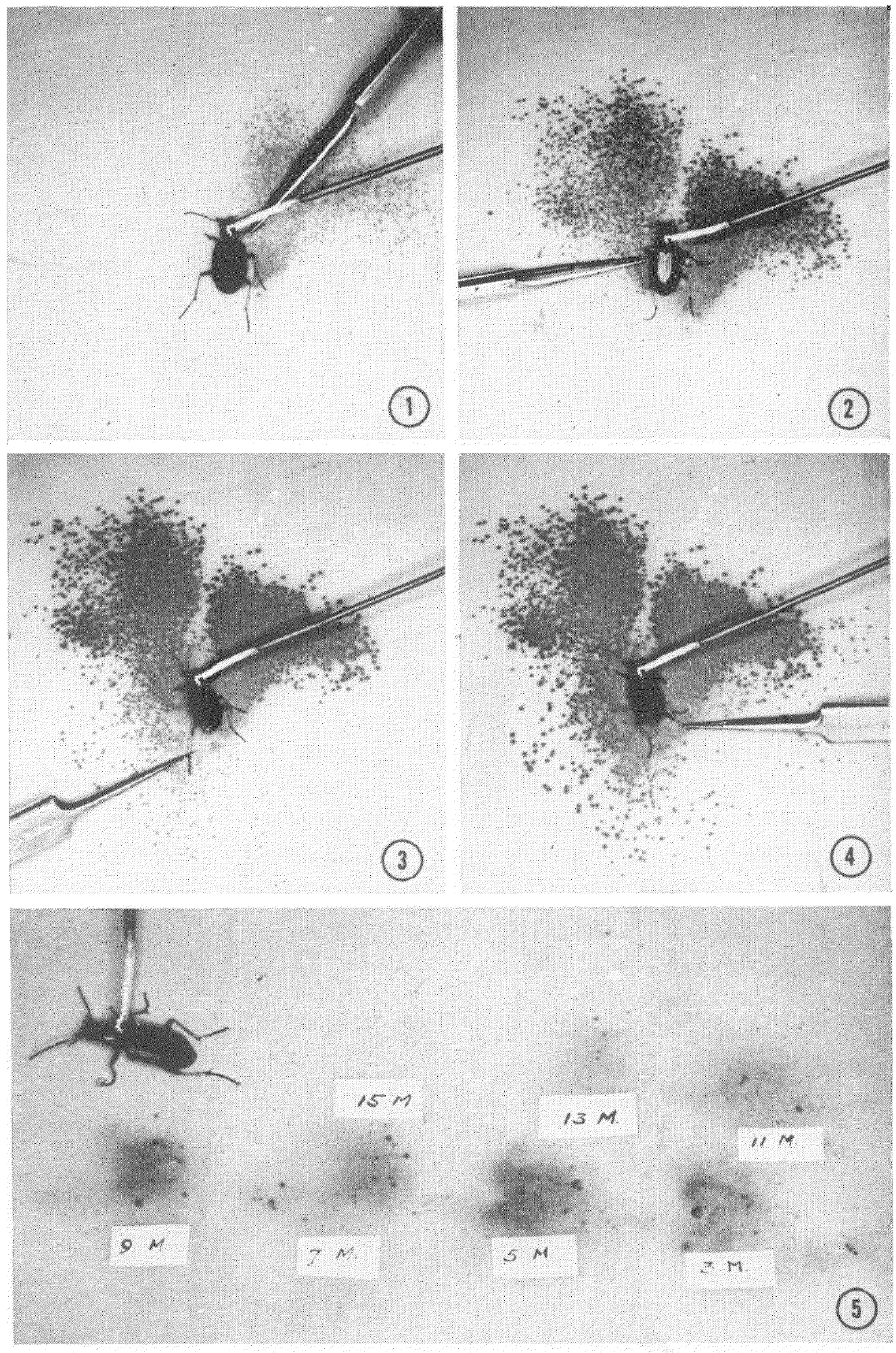
來自埃斯納及其同事研究青步甲的防禦性噴霧的系列文章，其紙張會對化學品作出反應而變黑。

埃斯納的主要工作是在化學生態學方面，主要研究昆蟲對捕食的化學防禦。他最著名的一些工作是關於放屁蟲，他發現放屁蟲在其體內產生化學反應，從其腹部的噴嘴中射出沸騰的有毒液體。
作為一個在四大洲都有工作經驗的野外生物學家，他也是一個積極的保護主義者。他曾在國家奧杜邦學會、自然保護協會的國家科學委員會和世界資源研究所理事會任職。他是美國自然主義者協會的前任主席，也是美國科學促進會生物學分會的主席。他在發起華盛頓特區的國會研究員計劃，以及保護佛羅里達州和德克薩斯州的荒野地區的努力中發揮了關鍵作用。
埃斯納還是美國國家科學院、美國文理科學院和美國哲學會的成員。他獲得了許多榮譽，包括泰勒環境成就獎、哈佛百年紀念獎、1994年美國國家科學獎章和劉易斯·托馬斯獎。他還擁有瑞典、德國、瑞士和美國的大學的榮譽學位，並且是英國皇家學會的外國研究員。艾斯納還是利奧波第那科學院和歐洲科學院的成員。
2008年，埃斯納被美國國家科學院授予約翰·J·卡蒂獎。

## 外部連結
- 托马斯·埃斯纳 （页面存档备份，存于）在康乃爾大學的官方網站
- Thomas Eisner tells his life story at Web of Stories[] (video)